# 6ª Divisione alpina “Alpi Graie”
Die 6ª Divisione alpina “Alpi Graie” (deutsch 6. Alpinidivision „Alpi Graie“) war ein militärischer Großverband des Königlich-Italienischen Heeres im Zweiten Weltkrieg. Sie bestand zwischen 1941 und 1943 und wurde auf dem Balkan in Montenegro im Partisanenkrieg hauptsächlich gegen die Partisanenverbände Titos eingesetzt.

## Divisionsgeschichte
Die 6. Alpinidivision „Alpi Graie“ wurde am 15. November 1941 in Ivrea als letzte Alpini-Division aus der 3. und 4. Alpini-Gruppe mit insgesamt sechs Bataillonen aufgestellt. Die Division kam nie in ihrer ursprünglichen Aufstellung zum Einsatz. Noch im November wurde die 3. Alpini-Gruppe ausgegliedert und nach Frankreich verlegt. Die 4. Alpini-Gruppe und Teile des 6. Gebirgsartillerie-Regiments wurden dagegen im Dezember zur Niederdrückung des seit Juli in Montenegro schwelenden Aufstandes gegen die italienische Besatzungspolitik und der daraus resultierenden Partisanenbewegung nach Cattaro verschifft.
Nach der Ankunft in Cattaro Mitte Dezember sollten die Alpini die bedrängten italienischen Truppen in Crkvice und Grahovo unterstützen. Bis zum Ende des Monats waren die Bataillone der 4. Alpini-Gruppe in Kämpfe gegen Partisanenverbände bei Crkvice und Grahovo verwickelt. Anfang 1942 stand die 4. Alpini-Gruppe in der Gegend von Podgorica. Mitte Januar rückten die Bataillone „Susa“ und „Val d’Orco“ in Richtung Nikšić vor, das von Partisanen besetzt war. Auf dem Weg dorthin wurde die Alpini angegriffen und mussten sich nach schweren Verlusten nach Danilovgrad zurückziehen. Erst Mitte Februar gelang nach einem zweiten Vorstoß die Besetzung von Nikšić.
Im März 1942 wurde auch der Divisionsstab nach Montenegro verlegt. Das Hauptquartier lag in Danilovgrad. Mit der Unterstellung der bereits im Lande befindlichen aus zwei Bataillonen bestehenden 2. Alpini-Gruppe, erreichte der Verband fast wieder Divisionsstärke. In der Folge sollte die Division die von Titopartisanen kontrollierten Gebiete um Nikšić und Danilovgrad unter ihre Kontrolle bringen und Richtung Šavnik und Žabljak im Norden Montenegros vorstoßen. Ende Mai konnte nach heftigen Kämpfen zuerst Šavnik und anschließend Žabljak erobert werden. Ende Juli bestiegen Angehörige des Bataillons „Val Leogra“ den 2522 m hohen Bobotov Kuk im Massiv des Durmitor, nachdem die Division bis in das unwegsame Massiv vorgerückt war.
Nach dem Rückzug des Großteils der Partisanenverbände Titos nach Kroatien im Sommer 1942 sammelte sich die 6. Alpinidivision „Alpi Graie“ in Danilovgrad. Im Oktober 1942 zählte die dem XIV. Armeekorps unterstellte Division fast 11.000 Mann. Bis zu ihrem Abzug im Dezember des gleichen Jahres war sie in Montenegro mit Besatzungsaufgaben betraut.
Im Januar 1943 stand die neu formierte Division in den Bergen des Ligurischen Apennins und war mit dem Schutz der Übergänge Colle di Cadibona, Passo del Turchino und Passo dei Giovi betraut. Anfang September wurde sie an die Küste zum Schutz des italienischen Marinestützpunktes La Spezia verlegt. Nach der Verkündung des Waffenstillstandes von Cassibile am 8. September leisteten einzelne Einheiten der Division zum Teil Widerstand gegen die auf La Spezia vorrückenden deutschen Verbände (65., und 305. Infanterie-Division und Leibstandarte SS Adolf Hitler). Durch den Widerstand aufgehalten, gelang es den italienischen Marineverbänden in La Spezia sich dem Zugriff durch die deutschen Truppen zu entziehen. Nach dem Auslaufen der Schiffe zogen sich die Alpini in Richtung Vezzano Ligure zurück und wehrten dort noch bis zum 13. September deutsche Angriffe ab, bevor sich die Reste der Division ergaben und in die Gefangenschaft gingen.

## Kommandeure
- General Mario Girotti (1941–1943)
- General Mario Gorlier (1943)

Quelle

## Unterstellung und Gliederung

### Unterstellung
- November 1941 – Februar 1942
  - I. Armeekorps, 4. Armee
- März 1942 – September 1943
  - Truppenkommando Montenegro – XIV. Armeekorps

### Gliederung
- November 1941
  - 3. Alpini-Gruppe „Valle“ (Bataillone „Susa“, „Val Pellice“, „Val Cenischia“)
  - 4. Alpini-Gruppe „Valle“ (Bataillone „Val Chisone“, „Val d’Orco“, „Val Toce“)
  - 6. Gebirgsartillerie-Regiment
    - XI. Genie-Bataillon
    - Sanitäts-Abteilung 310
    - Nachschub-Abteilung 310
    - Transport-Abteilung 230
- 1942 in Montenegro
  - 2. Alpini-Gruppe „Valle“ (Bataillone „Val Leogra“, „Val Pescara“)
  - 4. Alpini-Gruppe „Valle“ (Bataillone „Susa“, „Val Chisone“, „Val d’Orco“)
  - 6. Gebirgsartillerie-Regiment
  - 47. Infanterie-Regiment (zeitweilig)
- Januar 1943
  - 1. Alpini-Gruppe „Valle“ (Bataillone „Val Fella“, „Val Natisone“, „Val Tagliamento“)
  - 4. Alpini-Gruppe „Valle“ (Bataillone „Susa“, „Val Chisone“, „Val d’Orco“)
    - XI. Genie-Bataillon
    - Sanitäts-Abteilung 310
    - Nachschub-Abteilung 101
    - Transport-Abteilung 429 und 430
- Juli/August 1943
  - 3. Alpini-Gruppe „Valle“ (Bataillone „Val Dora“, „Val Fassa“, „Val Pellice“)
  - 4. Alpini-Gruppe „Valle“ (Bataillone „Susa“, „Val Chisone“, „Val d’Orco“)
    - XI. Genie-Bataillon
    - Sanitäts-Abteilung 313
    - Nachschub-Abteilung 19
    - Transport-Abteilung 13

Quelle

## Kriegsverbrechen
Nach dem Krieg warf die von Jugoslawien eingesetzte Staatliche Kommission zur Feststellung von Verbrechen der Okkupanten und ihrer Helfer Angehörigen der Division vor, während der Besatzungszeit in Montenegro Kriegsverbrechen begangen zu haben. In dem von den Westalliierten nach dem Krieg erstellten Verzeichnis über vermeintliche Kriegsverbrecher, Central Registry of War Criminals and Security Suspects (CROWCASS) sind diesbezüglich der ehemalige Kommandeur der Division, General Mario Girotti und ein weiterer Offizier wegen Folterungen aufgeführt. Keiner der Beschuldigten wurde nach Jugoslawien ausgeliefert oder in Italien angeklagt.